# Kliny (Kępno)
Pour les articles homonymes, voir Kliny.
Kliny est une localité polonaise de la gmina et du powiat de Kępno en voïvodie de Grande-Pologne.